# Carpathobyrrhulus lineatus
Carpathobyrrhulus lineatus là một loài bọ cánh cứng trong họ Byrrhidae. Loài này được Wooldridge miêu tả khoa học năm 1986.